# СіТі (телеканал)
«СіТі» — колишній український телеканал. Спочатку мовив як столичний міський канал про життя у Києві, але згодом розгорнув мережу по всій Україні та розширив тематику.

## Про канал
Етер телеканалу складався з інформаційно-аналітичних та публіцистичних, культурно-мистецьких, науково-просвітницьких та розважальних і музичних передач. Також на каналі був фільмопоказ та мультфільми. 
Мовлення було побудоване в основному на програмах про проблеми Києва; прикладних програмах про здоров'я, освіту, транспортні та комунальні проблеми; пізнавальних та освітніх програмах про правила ведення бізнесу, рівень життя сусідніх країн, досвід відвідин знакових місць європейських столиць; програмах про клубне життя, концерти й інші музичні події; програмах про моду, стиль, магазини, товари, ресторани та культурне життя міста, а також на документальних програмах про історію Києва. Також в сітці мовлення були дитячі програми, документальні фільми і програми про «стиль життя» міст Європи і світу, та європейські серіали та фільми. 

## Історія
Телеканал «Сіті» з'явився в етері Києва та Київської області 1 грудня 2006 року на 35 каналі в результаті ребрендингу ТРК «Гравіс», яка мовила на цьому каналі з 1994 року.
10 вересня 2007 року телеканал «Сіті» вийшов в етер з оновленими логотипом і заставками. Причиною оновлення стало те, що, на думку менеджменту й акціонерів каналу, стилістика, обрана «Сіті», виявилася надто молодіжною, і, авдиторія, на яку працював канал, була надто вузькою. І тому завданням каналу було розширити аудиторію. Крім зміни дизайну на «Сіті» перегрупували і програмну сітку: додали нові програми, зробили більш логічними ранковий, денний і вечірній блоки. Як зазначало керівництво, їхньою кінцевою метою було створити канал-комунікатор, де кожен киянин міг би поставити запитання й отримати на нього відповідь.
У 2007—2008 роках мовлення каналу складалося переважно з програм прямого етеру та унікальних передач власного виробництва. У зв'язку зі світовою фінансовою кризою 2008 року вже у 2009 році «Сіті» втратив деяку частину своїх глядачів, змінивши сітку мовлення.
14 травня 2009 року телеканал «Сіті» розпочав мовлення через супутник «Sirius 4», мовлення велося цілодобово
13 листопада 2009 року Національна рада України з питань телебачення і радіомовлення надала телекомпанії «Сіті» статус регіонального. Телеканал став переможцем конкурсу на отримання ліцензії на мовлення в Хмельницькому й інших населених пунктах Хмельницької області, а також в Кам'янці-Подільському.
У 2010 році, після того, як групою «Приват» був куплений холдинг «Главред-Медіа» та канал 1+1, телеканал «Сіті» увійшов до новоствореної «1+1 Media» — одного з найбільших медіаконгломератів України та значимих активів українського олігарха Ігоря Коломойського.
У вересні 2010 року телеканал «Сіті» знову змінив дизайн заставок.
16 січня 2012 року «1+1 Media» оголосила про намір перезапустити телеканал «Сіті» та скоротити понад 50% штатних співробітників. З цього часу «Сіті» перестав бути міським і регіональним каналом і розширив тематику й авдиторію, орієнтуючись на сімейну аудиторію. Наступними місяцями канал працював у звичному режимі, а оновлення вийшли в етер у другому кварталі 2012 року. У перехідний період «Сіті» транслював традиційні лінійки — кулінарні та розважальні шоу, анімацію та серіали.
У рамках перезапуску телеканал «Сіті» закрив інформаційне мовлення — програма новин «День Сіті» вийшла востаннє.
4 серпня 2012 року телеканал припинив мовлення. Замість нього почав мовити дитячий телеканал «ПлюсПлюс».

## Програмне наповнення
«Таксі» — вікторина, гравці якої — пересічні пасажири таксі. Ведучий — його водій, Григорій Герман.
«Кумир та його команда»  — проєкт вводив моду на добрі справи. Для кожної програми розроблялася окрема тема, суть якої — запропонувати телеглядачу корисне заняття в розважальній формі. Разом з ведучим працював «зірковий» гість програми і група киян-добровольців.
«Новини» — ведуча — Іванна Найда та інші, нові обличчя в українському медійному середовищі[хто?].
«Топ-Сіті» — щоденний тридцятихвилинний інтерактивний хіт-парад, який складався з десяти музичних кліпів лише українських виконавців.
Виходили також програми «Авто-сіті», «Спорт-ньюз», «Спорт-сіті», «IN-CITY» (телеваріант журналу «Афіша»), «Book-City» (щотижнева 20-хвилинна програма про книжковий світ), «Путівник-City» (інформаційно-пізнавальна програма споживацького плану для всієї родини), «Showbiz-City» (події зі світу шоубізнесу), «Fashion-City» (телепогляд на моду), «Night-City» (програма про нічне життя міста), «Meteo-City» (програма про погоду з можливістю отримувати інформацію за допомогою СМС).
«Пульс-Сіті» (шеф-редакторка Наталія Катеринчук) — Програма була великим інформаційним блоком (2 годинні щоденні виходи у прайм-тайм), де глядачеві пропонувалися новини та багато інтерактивних моментів. 
Також із нових програм — проєкт Наталки Якимович «Обличчя Сіті». Прогулянки Якимович з відомими людьми по Києву з'явилися в етері наприкінці серпня і середній рейтинг програми становив 0,6 % та частку 4,2 %; при тому, що середній рейтинг каналу був 0,2 % та частку 1,7 %. 
Також в етері транслювали «Comedy Club Ukraine» (повтори на «Сіті» після «1+1»), програму Наталки Фіцич «Перший відділ по-київськи» та ток-шоу Миколи Вересня.

## Логотипи
Телеканал змінив 2 логотипи.
| Логотип | Опис |
| ------- | --- |
|         | З 1 грудня 2006 до 9 вересня 2007 року логотипом був рожевий овал з білим написом «СІТІ». Логотип був непрозорим. Знаходився у правому верхньому куті екрана.                                             |
|         | З 10 вересня 2007 до 3 серпня 2012 року використовувався схожий логотип, але замість рожевого овала був червоний прямокутник». Крапки над літерами «і» мали вигляд жовтих квадратів. Знаходився там само. |